# Olena Zubrylova
Olena Zubrilova (ukrainska: Олена Миколаївна Зубрилова, Olena Mykolajivna Zubrylova; vitryska: Алена Зубрылава, Alena Zubrylava) född 25 februari 1973 i Sjostka, Ukrainska SSR, Sovjetunionen, är en tidigare vitrysk skidskytt. Zubrilova började tävla 1991 som skidskytt för Ukraina och bytte 2002 nationalitet till Vitryssland. Efter OS 2006 valde Zubrilova att avsluta sin aktiva karriär och ingår nu i tränarstaben för det vitryska landslaget.

## Världscupen
Zubrilova är en av de mest framgångsrika kvinnorna i världscupen med totalt 21 världscupssegrar. Två gånger slutade hon tvåa i den totala världscupen (åren 1998/1999 och 1999/2000) båda gångerna efter Magdalena Forsberg.

## Mästerskapsmeriter
Zubrilova ställde upp i tre olympiska spel (1998, 2002 och 2006) men misslyckades med att nå en riktig fullträff. Som bäst blev det en fjärde plats som en del av det vitryska stafettlaget 2006 och individuellt en femteplats från 2006 i sprint.
Mer framgångsrik var Zubrylova när det gällde världsmästerskap där hon totalt vann tre guld, fyra silver och sju brons.